# Durmazlar Silkworm
| Silkworm / İpekböceği                                   | Silkworm / İpekböceği                         | Silkworm / İpekböceği                         | Silkworm / İpekböceği                         |
| ------------------------------------------------------- | --------------------------------------------- | --------------------------------------------- | --------------------------------------------- |
| auf der InnoTrans 2014 ausgestellter Zweirichtungswagen |                                               |                                               |                                               |
| Betriebsart:                                            | Einrichtungswagen                             | Einrichtungswagen                             | Zweirichtungswagen                            |
| Hersteller:                                             | Durmazlar, Siemens                            | Durmazlar, Siemens                            | Durmazlar, Siemens                            |
| Nummerierung:                                           | (Prototyp)                                    | 251–256                                       | 261–272                                       |
| Anzahl:                                                 | mind. 1                                       | 6                                             | 12                                            |
| Baujahr(e):                                             | 2012–2016                                     | 2012–2016                                     | 2012–2016                                     |
| Radsatzfolge:                                           | Bo'2'Bo'                                      | Bo'2'Bo'                                      | Bo'2'Bo'                                      |
| Spurweite:                                              | 1435 mm (Normalspur)                          | 1435 mm (Normalspur)                          | 1435 mm (Normalspur)                          |
| Länge:                                                  | 27 800 mm                                     | 27 800 mm                                     | 29 190 mm                                     |
| Höhe:                                                   | 3500 mm                                       |                                               | 3460 mm                                       |
| Breite:                                                 | 2400 mm                                       | 2400 mm                                       | 2450 mm                                       |
| Fahrwerksachsstand:                                     | 1800 mm                                       | 1800 mm                                       | 1800 mm                                       |
| Raddurchmesser:                                         | 600 mm                                        | 600 mm                                        | 600 mm                                        |
| Leermasse:                                              | 36 t                                          | 34 t                                          | 39,8 t                                        |
| Stromübertragung:                                       | Oberleitung, 1 Einholmstromabnehmer           | Oberleitung, 1 Einholmstromabnehmer           | Oberleitung, 1 Einholmstromabnehmer           |
| Dauerleistung:                                          | 4 × 100 kW                                    | 4 × 100 kW                                    | 4 × 100 kW                                    |
| Höchstgeschwindigkeit:                                  | unterschiedliche Angaben 50 km/h oder 70 km/h | unterschiedliche Angaben 50 km/h oder 70 km/h | unterschiedliche Angaben 50 km/h oder 70 km/h |
| Sitzplätze:                                             | 109                                           | 56                                            | 46                                            |
| Stehplätze (4/m²):                                      | 159                                           |                                               | 112                                           |
| Bodenhöhe:                                              | 350 mm                                        |                                               | 350 mm                                        |
| Niederfluranteil:                                       | 100 %                                         | 100 %                                         | 100 %                                         |
| Belege:                                                 | [ 1 ]                                         | [ 2 ] [ 3 ]                                   | [ 2 ] [ 3 ] [ 4 ]                             |

Der Silkworm oder İpekböceği ist ein niederfluriger Straßenbahn-Fahrzeugtyp des türkischen Herstellers Durmazlar. Es handelt sich um Multigelenkwagen, welche der Hersteller grundsätzlich in drei-, fünf- und siebenteiligen Varianten als Ein- oder Zweirichtungswagen anbot. Auf der Fachmesse InnoTrans 2012 stellte Durmazlar einen fünfteilig als Einrichtungswagen ausgeführten Prototyp vor, der mit einem weiteren derartigen Fahrzeug in Bursa erprobt werden sollte.
Der erste Auftrag umfasste 2013 schließlich sechs fünfteilige Einrichtungswagen für das Normalspurnetz der Straßenbahn Bursa. Später kamen zwölf Zweirichtungswagen hinzu, die auf der Linie T2 benötigt werden. Von diesen wurde je ein Exemplar 2014 und 2018 auf der InnoTrans ausgestellt. Mit Stand April 2024 umfasst der Bestand der Straßenbahn Bursa jedoch nur noch fünf Ein- und elf Zweirichtungswagen.
Weitere Silkworm-Serien wurden nicht gebaut. Stattdessen verkaufte Durmazlar den Fahrzeugtyp Panorama, meist ebenfalls in einer Konfiguration als fünfteiliger Multigelenkwagen.

## Technik und Aufbau

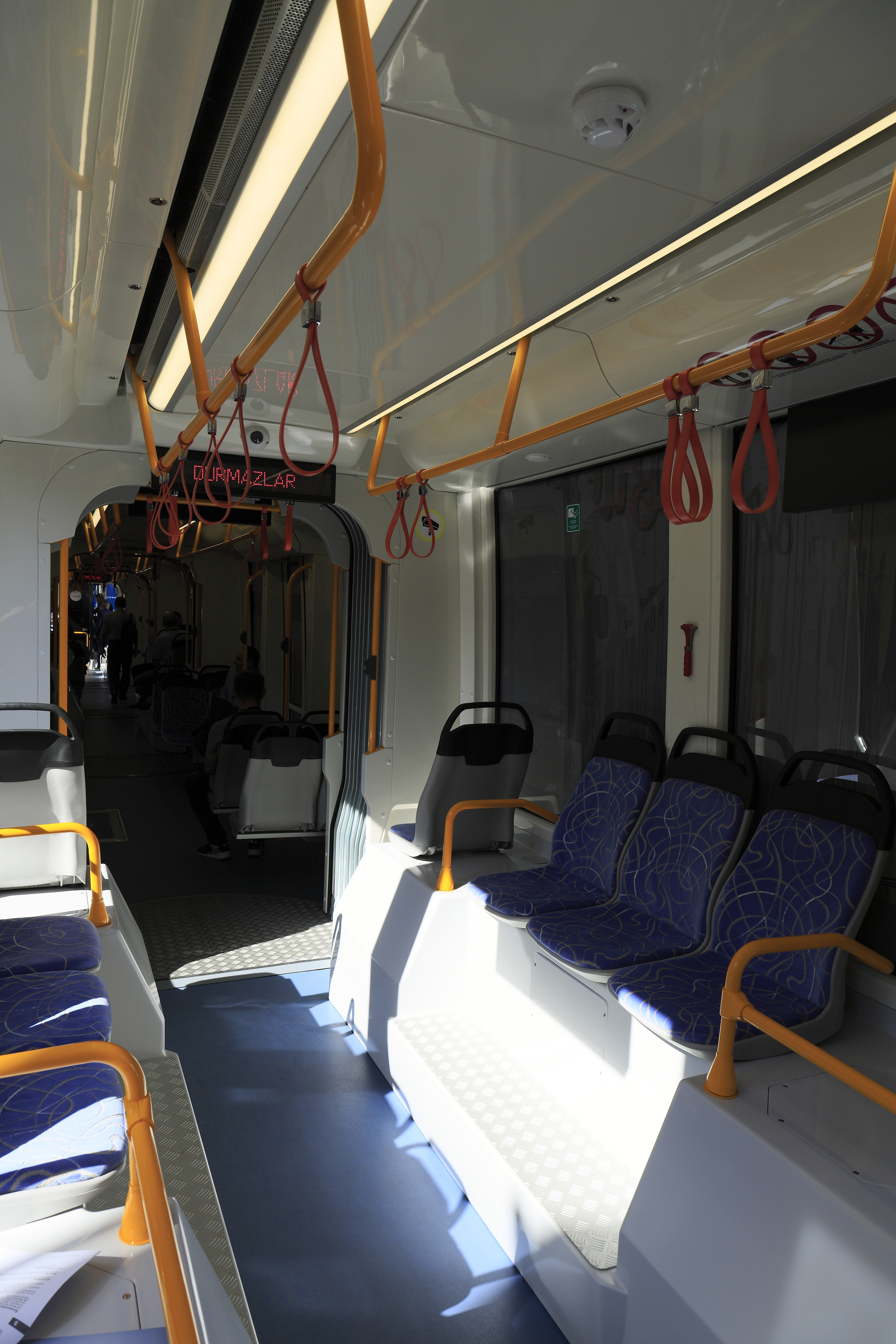
Fahrgastraum im Fahrwerksbereich

Die Wagenkästen sind geschweißte Stahlkonstruktionen. Die Fahrwerke sind mit Losradsätzen mit Portalachsen ausgeführt. Der Antrieb wurde von Siemens geliefert und entspricht demjenigen der Typen Combino und Avenio. Auch die Wechselrichter für den Antrieb stammen von Siemens, die Traktionssteuerung entwickelte Durmazlar dagegen selbst. Die Primärfederung ist mit Gummi-Metall-Elementen ausgeführt. Ungewöhnlich für Straßenbahnfahrzeuge ist die Anwendung einer Luftfederung als Sekundärfederung zwischen Fahrwerksrahmen und Wagenkasten. Diese führt im Fahrwerksbereich zu relativ großen seitlichen Podesten im Fahrgastraum. Die Fußbodenhöhe im Durchgang liegt hingegen durchgängig bei 350 mm über der Schienenoberkante.
In den beiden fahrwerkslosen Mittelteilen haben die Fahrzeuge pro Einstiegsseite je eine Doppeltür mit einer lichten Weite von 1300 mm. Jeweils zwischen Wagenende und äußerem Fahrwerk gibt es zudem halb so breite Einzeltüren. Während bei Straßenbahnfahrzeugen Front und Heck meist gleich oder sehr ähnlich gestaltet sind, haben die Silkworm-Einrichtungswagen ein deutlich flacheres Heck, welches auch als busähnlich beschrieben wird.